# Ni Kham Ngoại Lan
Ni Kham Ngoại Lan (tiếng Mãn: ᠨᡳᡴᠠᠨ
ᠸᠠᡳ᠌ᠯᠠᠨ, chuyển tả: nikan wailan, ? - 1587), cũng viết là Ni Khang Ngoại Lang (tiếng Trung: 尼康外郎; bính âm: Níkāng Wàiláng) là thành chủ của thành Đồ Luân và là một thủ lĩnh Nữ Chân vào thời cuối nhà Minh.

## Cuộc đời
Sau khi cường hào Kiến Châu là Vương Cảo (王杲) bị nhà Minh giết. Con trai là A Đài (阿台) vì mong báo thù cho cha, trằn trọc ngủ không được nên đã trốn về trại Cổ Lặc và chờ ngày Đông Sơn tái khởi. Năm 1583, tổng binh Liêu Đông là Lý Thành Lương (李成梁) đốc binh tiến đánh trại Cổ Lặc.
Thành chủ Ni Kham Ngoại Lan của thành Đồ Luân thuộc Tô Khắc Tô Hử Hà bộ của Kiến Châu Nữ Chân, để làm hài lòng Lý Thành Lương và có cơ hội phát triển thế lực nên đã xuất binh đánh thành Cổ Lặc. Ni Kham Ngoại Lan chủ động xuất hiện để dụ thủ quân của thành Cổ Lặc đầu hàng. Ông lừa A Đài rằng nếu đầu hàng có thể được miễn tội chết. Do A Đài phòng thủ lỏng lẻo nên Lý Thành Lương nắm lấy cơ hội để công chiếm thành Cổ Lặc. Trong chiến dịch này không chỉ có A Đài bị giết, tổ phụ và phụ thân của Nỗ Nhĩ Cáp Xích là Tả vệ chỉ huy sứ Kiến Châu Giác Xương An và Tháp Khắc Thế bị Ni Kham Ngoại Lan chỉ quân Minh đến giết nhầm. Do vậy, Nỗ nhĩ Cáp Xích coi Ni Kham Ngoại Lan là kẻ thù giết tổ phụ, về sau, Nỗ Nhĩ Cáp Xích coi đây là đệ nhất đại hận trong hịch văn "Thất đại hận".
Ngay sau đó, nhà Minh thừa nhận việc giết lầm Giác Xương An và Tháp Khắc Thế, phong Nỗ Nhĩ Cáp Xích là nhị phẩm Long Hổ tướng quân, phục cấp đô đốc, được thừa tập giữ chức Tả vệ chỉ huy sứ Kiến Châu. Năm 1584, Nỗ Nhĩ Cáp Xích để báo thù việc tổ phụ bị giết đã tấn công thành Đồ Luân. Ni Kham Ngoại Lan không địch nổi, bại trận đào thoát sang Nga Nhĩ Hồn. Nỗ Nhĩ Cáp Xích công chiếm được thành Đồ Luân. Năm 1587, Nỗ Nhĩ Cáp Xích phát binh đánh Nga Nhĩ Hồn, Ni Kham Ngoại Lan bại trận đào thoát đến lãnh địa nhà Minh, nhưng bị tướng nhà Minh Lý Thành Lương bắt giữ và trao cho Nỗ Nhĩ Cáp Xích. Ngay lập tức, Ni Kham Ngoại Lan bị Nỗ Nhĩ Cáp Xích hành quyết để tế cha và ông nội.

## Hoài nghi
"Ni Kham" (Nikan) trong tiếng Mãn nghĩa là "Hán nhân", "nam nhân" hoặc "nam man"; "Ngoại Lan" là âm dịch của từ "ngoại lang" trong tiếng Hán, tương đương với từ "bí thư" trong Hán ngữ hiện đại. Do vậy, Ni Kham Ngoại Lan nghĩa là "Ngoại lang người Hán" hay là "chức Ngoại lang Hán văn". Vì vậy, có sử gia hoài nghi rằng đây không phải là tên người, song không có các sử liệu chính xác để xác nhận các ý kiến này.
Tuy nhiên, cũng có Cáp Đạt Bối lặc Vương Trung, tên thật là "Vương Tể Ngoại Lan". Do đó, "Mỗ Ngoại Lan" có khả năng là một hình thức đặt tên thông thường của người Nữ Chân vào thời cuối nhà Minh.